# Ямпільська сільська рада (Катеринопільський район)
Я́мпільська сільська́ ра́да — адміністративно-територіальна одиниця та орган місцевого самоврядування в Катеринопільському районі Черкаської області. Адміністративний центр — село Ямпіль.

## Загальні відомості
- Населення ради: 373 особи (станом на 2001 рік)

## Історія
05.02.1965 Указом Президії Верховної Ради Української РСР передано сільради: Бродецьку, Пальчиківську, Петраківську та Ямнільську Тальнівського району до складу Звенигородського району.

## Населені пункти
Сільській раді підпорядковані населені пункти:
- с. Ямпіль

## Склад ради
Рада складається з 12 депутатів та голови.
- Голова ради: Стеценко Олена Іванівна
- Секретар ради: Панасенко Марія Іванівна

### Керівний склад попередніх скликань
| Прізвище, ім'я, по батькові | Основні відомості                                                                     | Дата обрання | Дата звільнення |
| --------------------------- | ------------------------------------------------------------------------------------- | ------------ | --------------- |
| Стеценко Олена Іванівна     | Сільський голова, 1962 року народження, освіта незакінчена вища, позапартійна         | 26.03.2006   | 31.10.2010      |
| Стеценко Олена Іванівна     | Сільський голова, 1962 року народження, освіта незакінчена вища, член Партії регіонів | 31.10.2010   |                 |

Примітка: таблиця складена за даними сайту Верховної Ради України

### Депутати
За результатами місцевих виборів 2010 року депутатами ради стали:

#### За суб'єктами висування
| Суб'єкт висування | Кількість обраних депутатів | %   |
| ----------------- | --------------------------- | --- |
| Самовисування     | 12                          | 100 |

#### За округами
| № округу | Прізвище, ім'я, по батькові    | Дата визнання обраним | Освіта             | Партійна приналежність | Відомості про обраного депутата |
| -------- | ------------------------------ | --------------------- | ------------------ | ---------------------- | ------------------------------- |
| 1        | Панасенко Марія Іванівна       | 01.11.2010            | вища               | член Партії регіонів   | с/рада, секретар с/ради         |
| 2        | Одарчук Ольга Миколаївна       | 01.11.2010            | середня            | член Партії регіонів   | приватний підприємець           |
| 3        | Кирстя Зінаїда Василівна       | 01.11.2010            | середня            | член Партії регіонів   | дитячий садік, кухар            |
| 4        | Кирстя Наталія Анатоліївна     | 01.11.2010            | середня            | член Партії регіонів   | тимчасово не працює             |
| 5        | Крайнюк Світлана Василівна     | 01.11.2010            | середня спеціальна | член Партії регіонів   | с/рада, голов.бухалт..          |
| 6        | Михалевський Юрій Дмитрович    | 01.11.2010            | середня спеціальна | член Партії регіонів   | приватний підприємець           |
| 7        | Свинобой Оксана Володимирівна  | 01.11.2010            | середня            | член Партії регіонів   | с/рада, тех..праців             |
| 8        | Кирстя Олександр Володимирович | 01.11.2010            | середня            | член Партії регіонів   | тимчасово не працює             |
| 9        | Мізецька Віра Тимофіївна       | 01.11.2010            | середня спеціальна | член Партії регіонів   | фельд.пункт, завідувачка        |
| 10       | Володько Ольга Іванівна        | 01.11.2010            | середня            | член Партії регіонів   | тимчасово не працює             |
| 11       | Мерзескул Ірина Миколаївна     | 01.11.2010            | середня            | член Партії регіонів   | тимчасово не працює             |
| 12       | Говоруха Наталія Анатоліївна   | 01.11.2010            | середня спеціальна | член Партії регіонів   | дитячий садік                   |